# Violante Manuel
Violante Manuel (c. 1265-Castelo de Vide, 1314) fue una dama castellana e hija del infante Manuel de Castilla, hijo de Fernando III de Castilla, y de la infanta Constanza de Aragón.
Fue señora de Elda, Novelda, Medellín, Arroyo del Puerco y de la mitad de Peñafiel.

## Orígenes familiares
Por parte paterna era nieta de Fernando el Santo, y de su primera esposa, la reina Beatriz de Suabia. Por línea materna eran sus abuelos Jaime I el Conquistador, rey de Aragón, y su esposa, la reina Violante de Hungría. Fue hermana de Alfonso Manuel, así como hermanastra de Don Juan Manuel, escritor medieval y magnate castellano-leonés.

## Biografía

### Juventud y matrimonio
Violante Manuel nació hacia 1265. Su padre, el infante Manuel de Castilla, falleció en Peñafiel en diciembre de 1283, y a su muerte la mayor parte de sus posesiones fueron heredadas por su hijo Don Juan Manuel, aunque Violante Manuel recibió los señoríos de Elda y Novelda.
Contrajo matrimonio en 1287 con el infante Alfonso de Portugal, hijo de Alfonso III de Portugal, y señor de Portalegre, Castelo de Vide, Arronches, Marvão y Lourinhã. Sin embargo, y debido al parentesco entre los contrayentes, el matrimonio carecía de validez canónica y nunca fue legitimado por una dispensa papal, y en el caso de que el infante muriese sin descendencia legítima, todos sus señoríos volverían a manos de la Corona, ya que el rey Alfonso III de Portugal lo estableció así en su testamento.

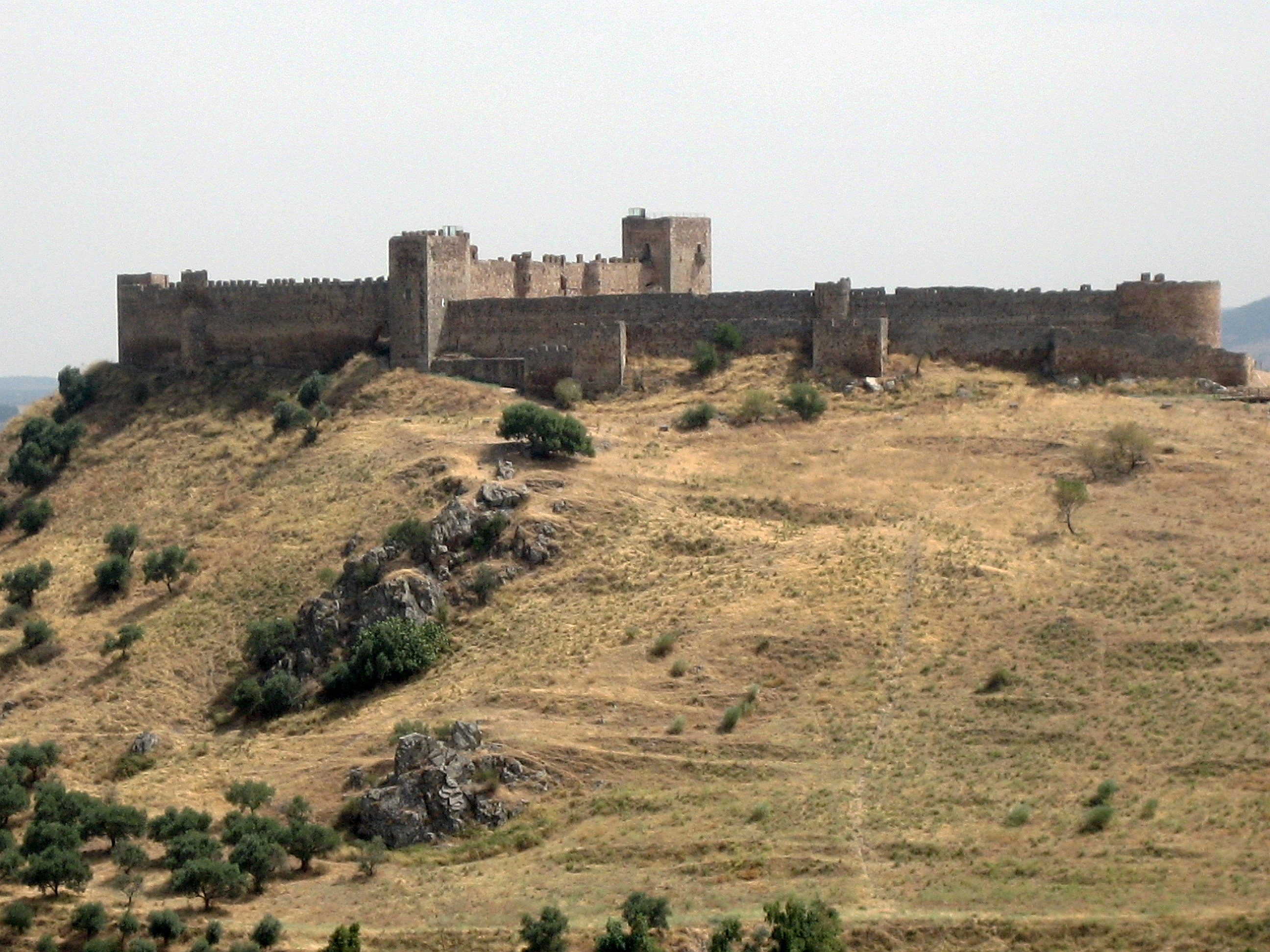
Vista del castillo de Medellín. (Provincia de Badajoz).

El infante Alfonso de Portugal se esforzó por conseguir la legitimación de su matrimonio, ya que deseaba que a su muerte sus hijos heredaran sus posesiones. Y cuando comprendió que sus esfuerzos eran inútiles solicitó a su hermano, el rey de Portugal, que legitimara él a sus hijos, y para conseguir apoyos solicitó a su cuñada, la reina Isabel de Portugal, que apoyara su demanda, ya que la soberana siempre había intentado conseguir que las relaciones entre su esposo y su cuñado fueran armoniosas.
Pero la reina Isabel se negó aduciendo que dicha petición, además de perjudicar a sus propios hijos, atentaba contra las leyes del reino y sería perjudicial para la Corona, y así lo expresó en un «protesto» público que se leyó en presencia del monarca portugués y de otros testigos en Coímbra el día 6 de febrero de 1297. Y en un primer momento el rey de Portugal se mostró de acuerdo con su esposa y señaló que dicha legitimación atentaría contra las leyes del reino, pero inesperadamente dos días después, el 8 de febrero de 1297, legitimó a sus sobrinos y dispuso que podrían heredar todas las posesiones de su padre.
Hay constancia de que en octubre de 1304 Violante Manuel recibía las rentas de sus señoríos de Elda y Novelda, y en una carta que su hermanastro Don Juan Manuel envió al rey Jaime II de Aragón el día 31 de octubre de 1304, el célebre escritor denunciaba al administrador de su hermana, que era un moro llamado Abencatila, por haber huido con el dinero de las rentas que se habían recaudado. Y hay constancia de que el monarca aragonés ordenó al arráez de Crevillente que se procesara al «defraudador», según manifestó Andrés Giménez Soler.
En 1305, y como parte de las cláusulas del Tratado de Elche, las villas de Elda y Novelda, que pertenecían a Violante Manuel, pasaron a manos del rey Jaime II de Aragón, aunque dicho traspaso originó algunas dificultades. Además, antes de renunciar a la posesión de ambas villas Violante Manuel intentó conseguir una compensación, y el rey Fernando IV de Castilla accedió a su petición y le entregó a cambio las villas de Medellín y de Arroyo del Puerco, cuyo valor era superior a los de las villas que perdió, aunque la cesión de Arroyo del Puerco a Violante provocó un profundo descontento en la ciudad de Cáceres, ya que era una aldea perteneciente a su alfoz, e intentó oponerse a la cesión, aunque sin resultado. Y el día 8 de marzo de 1305 el rey Jaime II de Aragón otorgó un poder a su consejero Gonzalo García para que tomara posesión en su nombre de las villas y castillos de Elda y Novelda.
En fecha indeterminada, aunque en algún momento comprendido entre 1295 y 1312, el rey Fernando IV de Castilla concedió a su tía Violante Manuel los derechos que poseía en la villa de Madrigal.

### Muerte

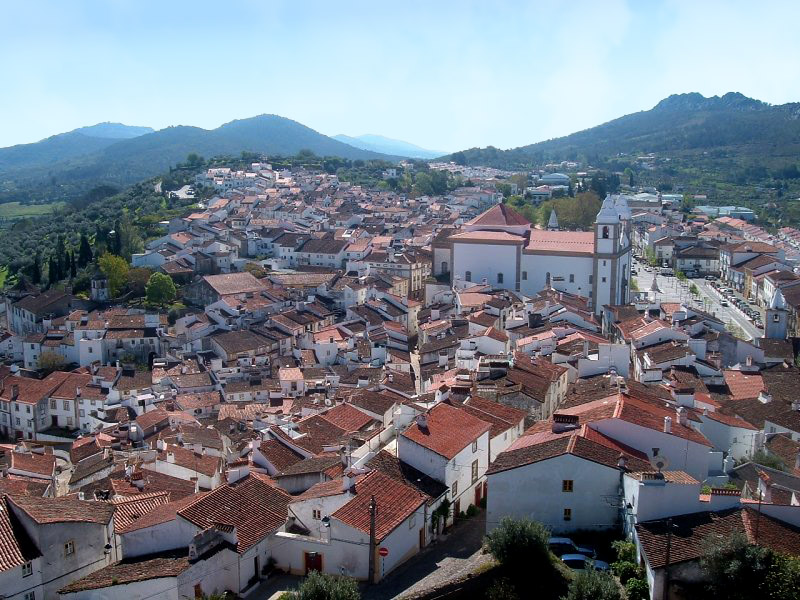
Vista del municipio de Castelo de Vide. (Portugal)

Violante Manuel falleció en 1306 en Castelo de Vide, y en la época de su muerte circuló el rumor de que había sido asesinada por su esposo, aunque el historiador Andrés Giménez Soler, por su parte, en su célebre biografía de Don Juan Manuel, afirma categóricamente que se trató de un crimen. Sin embargo, y tal vez por no citarlo, Don Juan Manuel no mencionó en sus escritos nada sobre este asunto, aunque en un pasaje del Libro de las armas sí aludió expresamente a su hermanastra al señalar que «maguer que havia por fija a Donna Violante mi hermana que hovo en la infanta Donna Constanza», y Giménez Soler también añadió que:

Se desconocen totalmente las causas y detalles de aquel suceso; ninguna crónica ni cronicón lo citan; pero en la correspondencia de Don Juan con Jaime II se alude a él. No hay indicio alguno de que los hermanos vivieran desavenidos ni siquiera indiferentes, no obstante ser sólo hermanos de padre; muy probablemente, dada la temprana edad en que ambos perdieron los progenitores, pasaron juntos la niñez, sin que las diferencias maternales agriaran sus caracteres y mitigaran su amor fraternal.

En noviembre de 1306 se supo en Castilla, y su hermanastro Don Juan Manuel lo creyó así, que Violante Manuel había muerto violentamente a manos o por orden de su esposo. Y Guillén Palacín, que era el «agente» de Aragón en el reino de Castilla, se lo comunicó al rey Jaime II de Aragón, quien a su vez se quejó de lo sucedido al monarca de Portugal el día 24 de octubre de 1306 y le solicitó que se castigara al culpable.

Don Juan Manuel planeaba viajar a Valencia en esos momentos, pero cambió de idea y se propuso acudir ante el rey Fernando IV para acusar a su cuñado de haber dado muerte a su hermanastra Violante. Y el día 4 de diciembre de 1306 el monarca portugués escribió una carta al rey de Aragón en la que le explicaba la muerte de su cuñada según la versión expuesta por el infante Alfonso de Portugal, que era hermano de Dionisio I de Portugal, en estos términos:

Hallándose (Violante Manuel) gravemente enferma en Medellín, había confesado y ordenado su testamento, pero persistiendo la enfermedad y pensando que un cambio de aires le devolvería la salud, la trasladó él mismo a un lugar próximo a la frontera portuguesa, donde volvió a disponer de sus bienes al ver que su dolencia se agravaba; pasados algunos días murió.

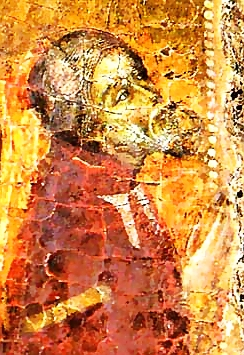
Retrato que se supone representa a Don Juan Manuel, nieto del rey Fernando III de Castilla. (Catedral de Murcia).

Cuando el infante Juan de Castilla el de Tarifa, que era hijo de Alfonso X y tío de Don Juan Manuel, fue informado de ello, acudió al encuentro de este último el día 6 de diciembre para transmitirle sus condolencias y para respaldar la petición que proyectaba hacer al rey Fernando IV, quien a su vez ordenó a su vasallo, el infante Alfonso de Portugal, que se presentara ante él para responder de la acusación de asesinato.
Al estar Violante Manuel emparentada con la realeza castellana, el infante Alfonso tuvo que manifestar su inocencia ante el rey Fernando IV de Castilla, a quien aseguró que Violante Manuel había enfermado hallándose en Medellín y que, a fin de que recobrara la salud, la había llevado a tierras del reino de León, aunque su salud empeoró y al final se trasladaron a Castelo de Vide, donde Violante falleció de muerte natural.
Pero aunque «todos unánimes» acusaron al infante Alfonso de Portugal de ese crimen, el asunto quedó olvidado y ni siquiera Don Juan Manuel volvió a preocuparse del mismo, o al menos no hay constancia de que lo hiciera, ya que según Giménez Soler el célebre escritor «inmediatamente se lanzó de nuevo a la politica». Y los agentes que el rey Jaime II de Aragón tenía en Castilla y que le informaban continuamente sobre los sucesos ocurridos en dicho reino tampoco volvieron a mencionar nada sobre el asunto. Y el infante Alfonso de Portugal, supuesto asesino de Violante Manuel, falleció en Lisboa el día 2 de noviembre de 1312.

## Sepultura
A su muerte, el cadáver de Violante Manuel recibió sepultura en el desaparecido convento de Santo Domingo de Lisboa, destruido a causa del Terremoto de Lisboa de 1755. En el mismo convento también recibió sepultura el cadáver de su esposo, el infante Alfonso de Portugal, cuyos restos descansaban en un sepulcro situado junto a la puerta del coro.

## Matrimonio y descendencia
Fruto de su matrimonio con el infante Alfonso de Portugal, hijo del rey Alfonso III de Portugal, nacieron cinco hijos:
- Alfonso de Portugal (1288-1300). Según algunos autores fue señor de Leiría y falleció soltero.[5]
- María de Portugal (n. c. 1290); contrajo matrimonio por primera vez con Tello Alfonso de Meneses,[5] señor de Meneses y de Montealegre[16] e hijo de Alfonso Téllez de Molina y de Teresa Pérez de Asturias. Y posteriormente volvió a casarse con Fernando Díaz de Haro,[5] hijo de Diego López V de Haro, señor de Vizcaya, y de la infanta Violante de Castilla.
- Isabel de Portugal (c. 1292-1324/1325); contrajo matrimonio con Juan el Tuerto, hijo del infante Juan de Castilla el de Tarifa y de María Díaz de Haro, siendo ambos los padres de otra María Díaz de Haro.[17]
- Constanza de Portugal (n. c. 1294); contrajo matrimonio, hacia 1295 y no consumado, con Nuño González de Lara, hijo de Juan Núñez I de Lara, señor de la Casa de Lara, y de Teresa de Haro.[18]
- Beatriz de Portugal (n. c. 1298); contrajo matrimonio con Pedro Fernández de Castro, señor de Lemos y Sarria e hijo de Fernando Rodríguez de Castro, señor de Lemos, y de Violante Sánchez de Castilla, hija ilegítima de Sancho IV de Castilla.[19]